# Rodrigo Bentancur
Rodrigo Bentancur Colmán (født 25. juni 1997 i Nueva Helvecia, Uruguay), er en uruguayansk fodboldspiller (midtbane). Han spiller i Premier League i England for Tottenham Hotspur FC

## Klubkarriere
Allerede som ungdomsspiller skiftede Bentancur til den argentinske storklub Boca Juniors i Buenos Aires, og i sæsonen 2014-15 blev han en del af klubbens førsteholdstrup. Han spillede for klubben frem til 2017, hvor han skiftede til den italienske Serie A-klub Juventus som en del af den handel, der sendte angriberen Carlos Tévez den anden vej.
Bentancur debuterede for Juventus 26. august 2017 i et Serie A-opgør mod Genoa.

## Landshold
Bentancur har (pr. juni 2018) spillet seks kampe for Uruguays landshold, som han debuterede for 5. oktober 2017 i en VM-kvalifikationskamp på udebane mod Venezuela.